# Montorio (Spanyolország)
Montorio egy község Spanyolországban, Burgos tartományban. Montorio Valle de Sedano, Merindad de Río Ubierna, Huérmeces és Úrbel del Castillo községekkel határos. Lakosainak száma 149 fő (2024).

## Népesség
A település népessége az utóbbi években az alábbiak szerint változott:
| Lakosok száma | 166  | 175  | 172  | 200  | 188  | 164  | 156  | 149  | 152  | 149  |
|               | 2001 | 2004 | 2006 | 2009 | 2011 | 2014 | 2016 | 2019 | 2021 | 2024 |